# Zuni (raketa)
Zuni Folding-Fin Aircraft Rocket (FFAR) ili jednostavno Zuni 127 milimetarska je nevođena raketa koju je razvio Hunter-Douglas, dio Bridgeport Brass Company, a koristile su je oružane snage Sjedinjenih Američkih Država i francusko ratno zrakoplovstvo. Raketa je razvijena i za operacije zrak-zrak te zrak-zemlja. Može se koristiti za nošenje raznih vrsta bojevih glava kao i za protumjere. Obično se ispaljuje iz raketne kapsule LAU-10 koja drži četiri rakete.
Početkom 1950-ih inženjeri američke mornarice počeli su razvijati novu 127 milimetarsku nevođenu raketu koja je zamijenila High Velocity Aircraft Rocket 
Zuni je dizajniran kao modularni sustav, kako bi se omogućila uporaba različitih vrsta bojevih glava i upaljača. Jedna vrsta bojeve glave imala je blizinski upaljač jer je raketa izvorno trebala biti korištena kao raketa zrak-zrak. To je dovelo do odabira kao temelja za konstrukciju zrakoplova AIM-9 Sidewinder početkom 1950-ih.
Zuni je odobren za proizvodnju 1957. godine. Brojni različiti lanseri testirani su za Zuni, npr. dvocijevni lanseri postavljeni na Sidewinder lansirne tračnice Vought F-8 Crusadera. Međutim, četverocijevne kapsule serije LAU-10/A postale su najčešće korišteni lanser.
Zuni je dobio ime po indijanskom plemenu Zuni u današnjem Novom Meksiku.
Godine 1967. nepravilno rukovanje raketom Mk 32 Zuni bilo je odgovorno za ozbiljan požar na nosaču zrakoplova USS Forrestal, u kojem su poginula 134 čovjeka. Dvije godine kasnije, početkom 1969., sličan incident na nosaču zrakoplova USS Enterprise rezultirao je s 27 mrtvih, 314 ozlijeđenih i gubitkom petnaest zrakoplova.
Australska vlada donirala je svoje rakete Zuni Australskom institutu za svemirska istraživanja (ASRI) i one se koriste za studentske pokuse koji se lansiraju s poligona Woomera.
ASRI je također dizajnirao i konstruirao prilagođene nosne konture i mehanizme za oporavak korisnog tereta za Zuni. S nosivošću od 20 kg, Zuni ima približan domet od 5,9 km, što postiže za oko 40 sekundi.

## Laserski vođena raketa Zuni
Laserski vođena 127 milimetarska raketa Zuni precizno je oružje i nadogradnja nenavođene rakete Zuni. Sjevernoamerički odjel MBDA jedini je proizvođač laserski navođene Zuni rakete, koja je slična nadogradnji Advanced Precision Kill Weapon System na sustavu Hydra 70. Laserski vođena raketa Zuni sastoji se od nove sekcije za navođenje i kontrolu WGU-58/B koja je pričvršćena na prednji kraj nevođene rakete Zuni i bojeve glave. Laserski vođena raketa Zuni kompatibilna je sa svim zrakoplovima koji imaju dopuštenje za nošenje nevođenih Zunija u lanseru LAU-10 s četiri mjesta, uključujući AV-8B Harrier, F/A-18 Hornet, helikoptere AH-1 Cobra i zrakoplove P-3 Orion.